# Agrostis racemosa
Agrostis racemosa é uma espécie de gramínea do gênero Agrostis, pertencente à família Poaceae.